# Rhipsalis baccifera
La disciplinaria de Cuba (Rhipsalis baccifera) es una especie de la familia Cactaceae, suculenta, de hábito epifito, que tiene su origen en América Central y América del Sur, el Caribe y Florida. También se propaga a lo largo de los trópicos del África y en Sri Lanka. Una teoría es que fue diseminado desde América a los otros continentes por la migración de aves hace el tiempo suficiente como para que las poblaciones de África puedan ser consideradas como subespecies distintas.  La teoría alternativa es que la especie inicialmente cruzó el Atlántico en barcos de comercio europeo entre América del Sur y África, después de lo cual las aves pueden haberla diseminado más ampliamente.

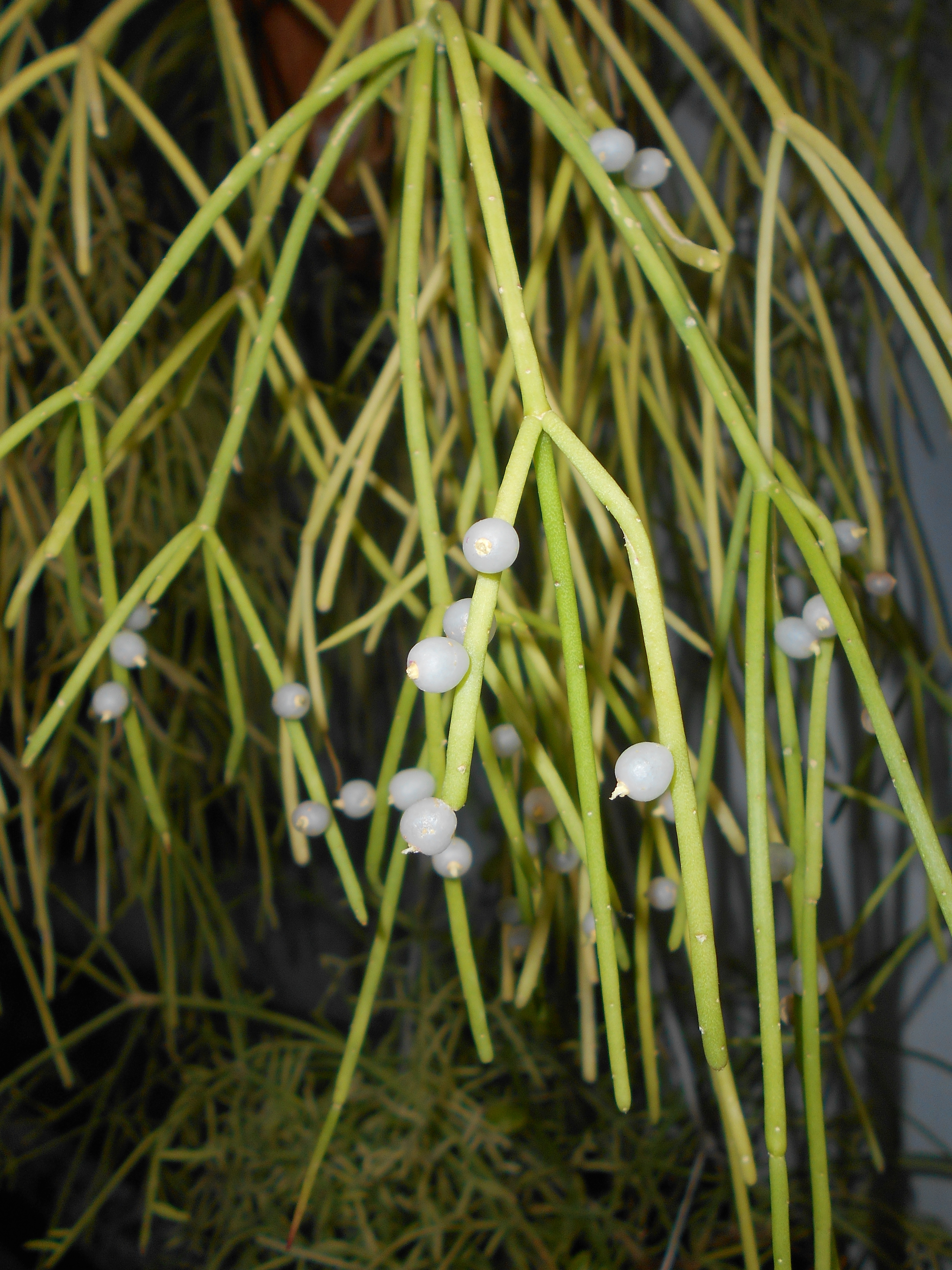
Tallos con fruto.

## Taxonomía
La especie muestra un considerable polimorfismo y puede ser dividida en numerosas subespecies.
Los ejemplares de Mesoamérica suelen ser tetraploides y los especímenes de América del Sur son diploides.
Los géneros actualmente asignados a la tribu Rhipsalideae (que incluyen Hatiora, Lepismium y Schlumbergera, además de Rhipsalis) fueron objeto de considerable confusión y desacuerdo antes de la aclaración de Wilhelm Barthlott y Nigel Taylor en 1995.

### Sinonimia
El nombre de la especie es confuso y existen un gran número de nombres obsoletos (sinónimos). Estos incluyen:
- Cactus caripensis
- Cactus fasciculatus
- Cactus pendulus
- Cassytha baccifera
- Cassytha filiformis
- Hariota fasciculata
- Rhipsalis baccifera subsp. fasciculata
- Rhipsalis baccifera subsp. rhodocarpa
- Rhipsalis bartlettii
- Rhipsalis caripensis
- Rhipsalis cassutha
- Rhipsalis cassuthopsis
- Rhipsalis cassytha var. rhodocarpa
- Rhipsalis cassythoides
- Rhipsalis dichotoma
- Rhipsalis fasciculata
- Rhipsalis heptagona
- Rhipsalis hookeriana
- Rhipsalis hylaea
- Rhipsalis madagascariensis
- Rhipsalis mesembryanthoides
- Rhipsalis minutiflora
- Rhipsalis neocassutha
- Rhipsalis parasitica
- Rhipsalis parasitica
- Rhipsalis pilosa
- Rhipsalis undulata
- Rhipsalis suarensis
- Rhipsalis suareziana

El género Cassytha pertenece a la familia Lauraceae en lugar de Cactaceae, así como la clasificación de algunas especies del género Rhipsalis fue un error basado en el hábito no muy diferente.